# Angelus Apatrida
Angelus Apatrida é uma banda de thrash metal da Albacete (Espanha), criada em 2000 pela união de 2 bandas. Sua formação atual é: Guillermo Izquierdo (voz e guitarra), David G. Álvarez (guitarra), José J. Izquierdo (baixo) e Víctor Valera (bateria).

## Membros
- Guillermo Izquierdo - guitarra, vocal
- David G. Alvarez - guitarra, backing vocal
- Jose Izquierdo - baixo, backing vocal
- Victor Valera - bateria, backing vocal

## Discografia
- Lost in the Realms of Orchinodaemon (Demo) - 2001
- Unknown Human Being (EP) - 2003
- Evil Unleashed - 2006
- Give 'Em War - 2007
- Clockwork - 2010
- The Call - 2012
- Hidden Evolution - 2015
- Cabaret de la Guillotine - 2018